# Загорска Села
Загорска Села су насељено место и седиште општине у Крапинско-загорској жупанији, Хрватска. До територијалне реорганизације у Хрватској налазила су се у саставу бивше велике општине Клањец.

## Становништво
На попису становништва 2011. године, општина Загорска Села је имала 996 становника, од чега у самим Загорским Селима 227.

## Попис1991.
На попису становништва 1991. године, насељено место Загорска Села је имало 229 становника, следећег националног састава:
| Попис 1991.‍  | Попис 1991.‍  | Попис 1991.‍ | Попис 1991.‍ | Попис 1991.‍ |
| ------------ | ------------ | ----------- | ----------- | ----------- |
|              |              |             |             |             |
| Хрвати       | Хрвати       |             | 221         | 96,50%      |
| неопредељени | неопредељени |             | 6           | 2,62%       |
| непознато    | непознато    |             | 2           | 0,87%       |
| укупно: 229  |              |             |             |             |